# Мутула
Мутулата (мутул) (от латински – Mutulus) е тънка, наклонена, каменна, призматична пластина, поставяна под корниза в класическата архитектура. Често тя е издадена конзолно под долната наклонена повърхност на висящия корниз и обикновено под нея е поставена поредица от гути.
Мутулата е характерна главно за дорийския корниз, който е силно интегриран в цялостната концепция на дорийския храм и повтаря ритъма на по-нискостоящите елементи. Мутулите започват да се поставят от 6 век пр.н.е. Под тях се подреждат гути, разпределени на три реда, по 6 броя на всяка мутула. Местоположението и броят им съответстват и повтарят тези на гутите под триглифите и метопите на дорийския фриз. В началото на прилагането на мутулите се наблюдава разнообразие както на броя им, така и на размерите. Гутите под тях са подредени по тройки, или редуващи се 2 х 3 и 2 х 5. Монтирани са над триглифите и метопите, като при мутули с различни размери, най-тясната винаги е поставена над метопа.
Според Витрувий мутулите наподобяват челата на ребрата при старите дървени покривни конструкции. В сгради, изградени от камък или мрамор, те са изработени с наклон надолу, като за тях е задължително да бъдат полегати, за да може водата спокойно да се откапва.
Мутулите се използват в класическата гръцка и римска архитектура, а техни производни – в много от останалите архитектурни стилове. В йонийската архитектура те са заменени от дентикули, а при коринтската са еквивалентни на модильоните.